# Ipomoea indica
Espèce
Statut de conservation UICN

 DD  : Données insuffisantes
Ipomoea indica, l'ipomée des Indes ou ipomée d'Inde, est une espèce de plantes dicotylédones de la famille des Convolvulaceae, tribu des Ipomoeeae, originaire du continent américain (du sud des États-Unis au nord du Chili).
C'est une plante herbacée vivace, grimpante, aux tiges volubiles pouvant atteindre 6 mètres de long, aux feuilles trilobées ou en forme de cœur et aux fleurs bleues à violettes à corolle infundibuliforme de 6 à 8 cm de diamètre. C'est une espèce largement cultivée comme plante ornementale, pour ses fleurs colorées très appréciées, qui s'est répandue dans toutes les régions tropicales et subtropicales de l'Ancien Monde. Elle s'est naturalisée dans de nombreuses régions et est considérée comme une plante envahissante notamment en Australie, en Chine, en Afrique australe et dans de nombreuses îles du Pacifique.   

## Description
Ipomoea indica est une plante herbacée vivace, au port grimpant ou prostré, aux tiges volubiles d'une longueur allant de 3 à 6 mètres,  parfois enracinées aux nœuds.
Les feuilles, alternes, entières ou trilobées, sont portées par un pétiole de 2 à 18 cm de long. Le limbe, de forme  ovale ou circulaire, cordé à la base, à l'apex acuminé, mesure de 5 à 15 cm de long sur 3,5 à 14 cm de large, densément pubescentes sur leur face inférieure.
L'inflorescence est une cyme ombelliforme dense portée par un pédoncule de 4 à 20 cm de long, sous-tendue par des  bractées linéaires, parfois lancéolées, et regroupant de nombreuses fleurs. Celles-ci, portées par un pédicelle de 2 à 5 mm de long, sont constituées d'un calice de cinq sépales subégaux  de 1,4 à 2,2 mm de long,  glabres à pileux, linéaires, acuminés à l'apex, et d'une corolle infundibuliforme de 5 à 8 cm de diamètre, formée de cinq pétales soudés, de couleur allant du bleu vif au violet bleuâtre, virant au pourpre rougeâtre ou au rouge en vieillissant, avec un centre plus pâle. Les étamines et le pistil sont inclus dans la corolle. L'ovaire, glabre, est surmonté d'un stigmate trilobé.
Le fruit est une  capsule plus ou moins globuleuse, de 1 à 1,3 cm de diamètre, contenant quatre à six graines de couleur brun foncé ou noir, de 5 mm de long.

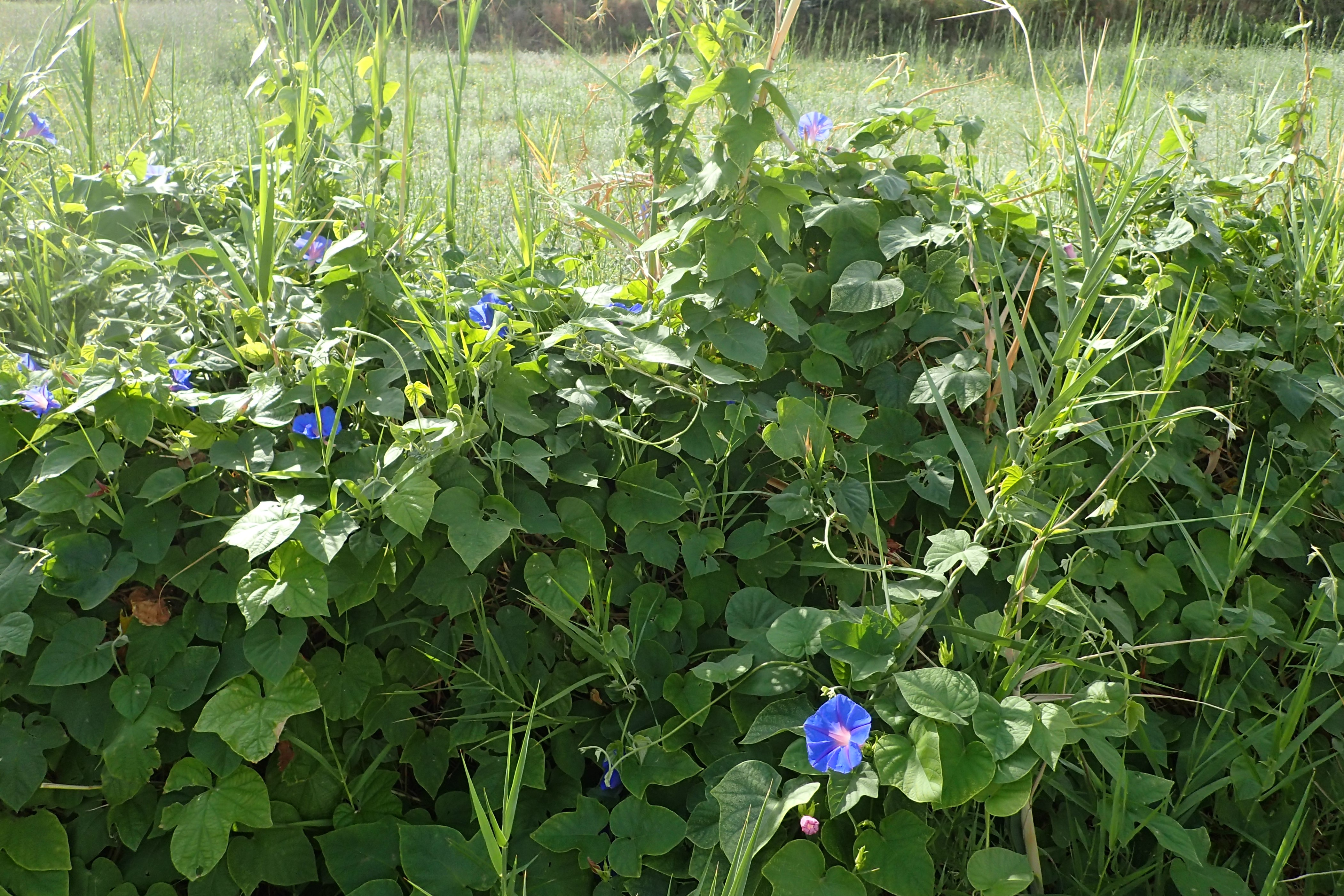
Port de la plante.
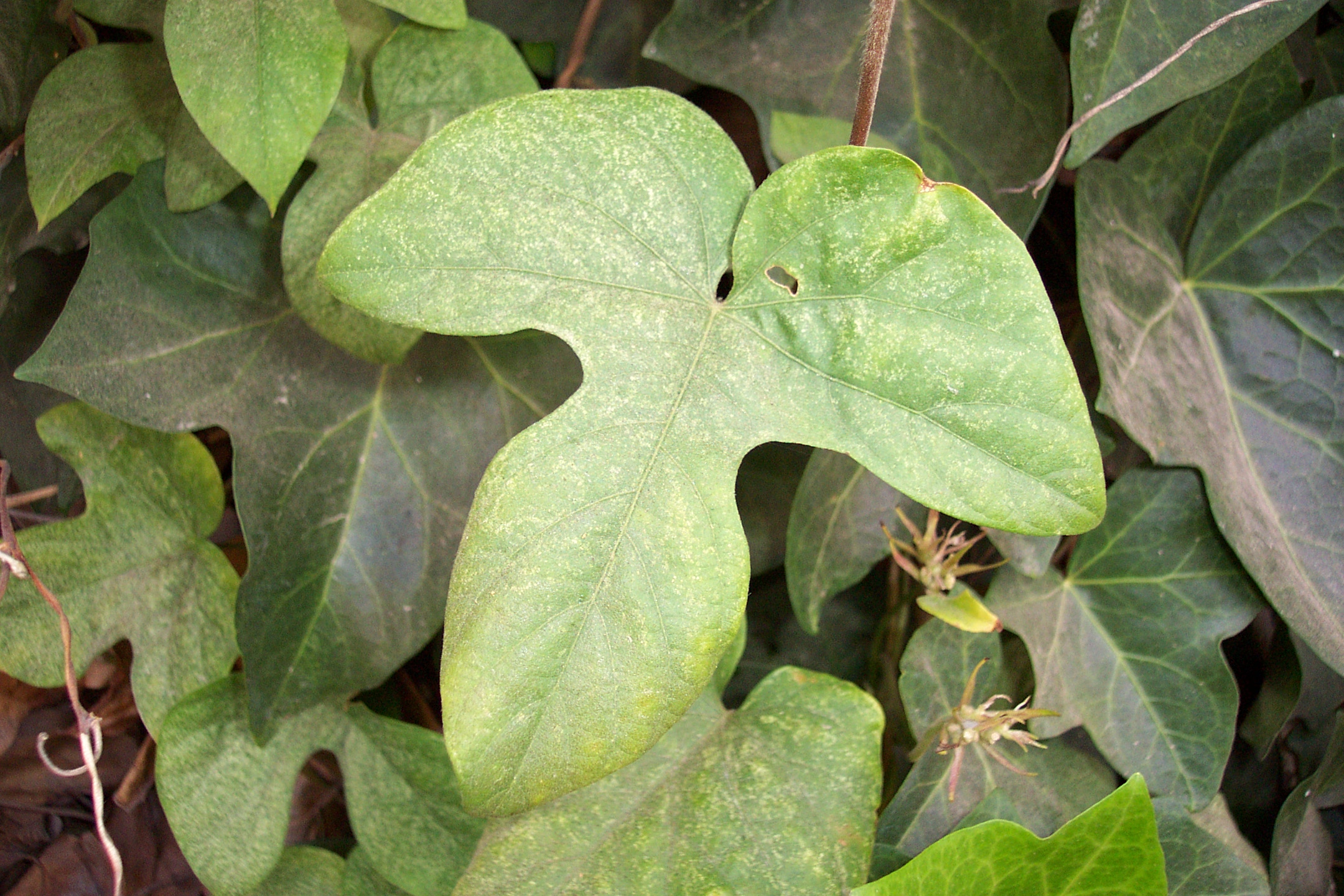
Feuille trilobée.
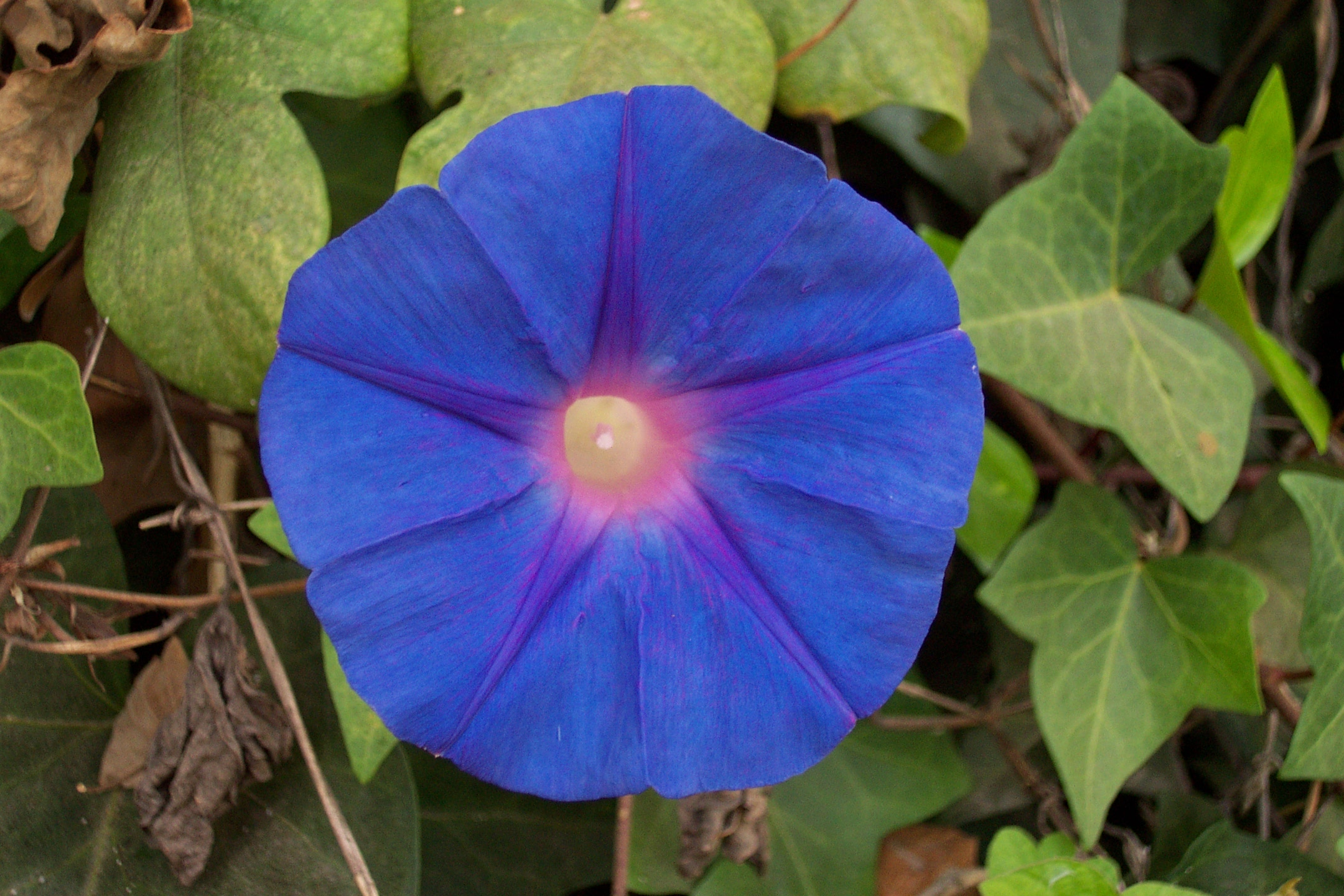
Fleur (de face).
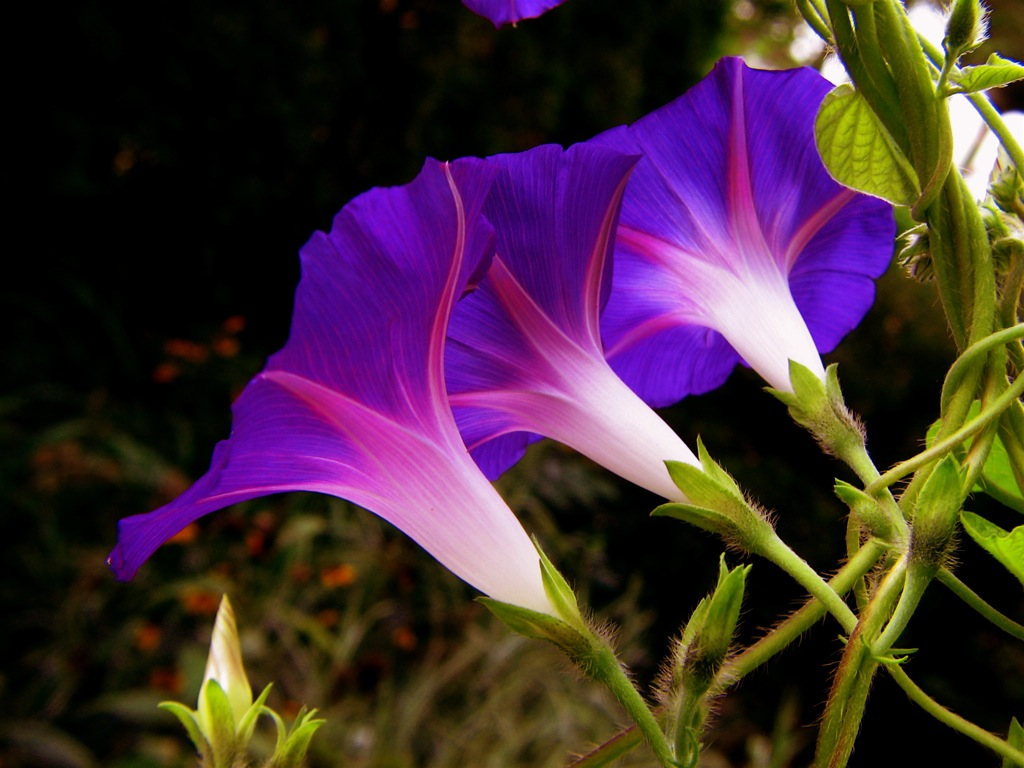
Fleurs (de profil).
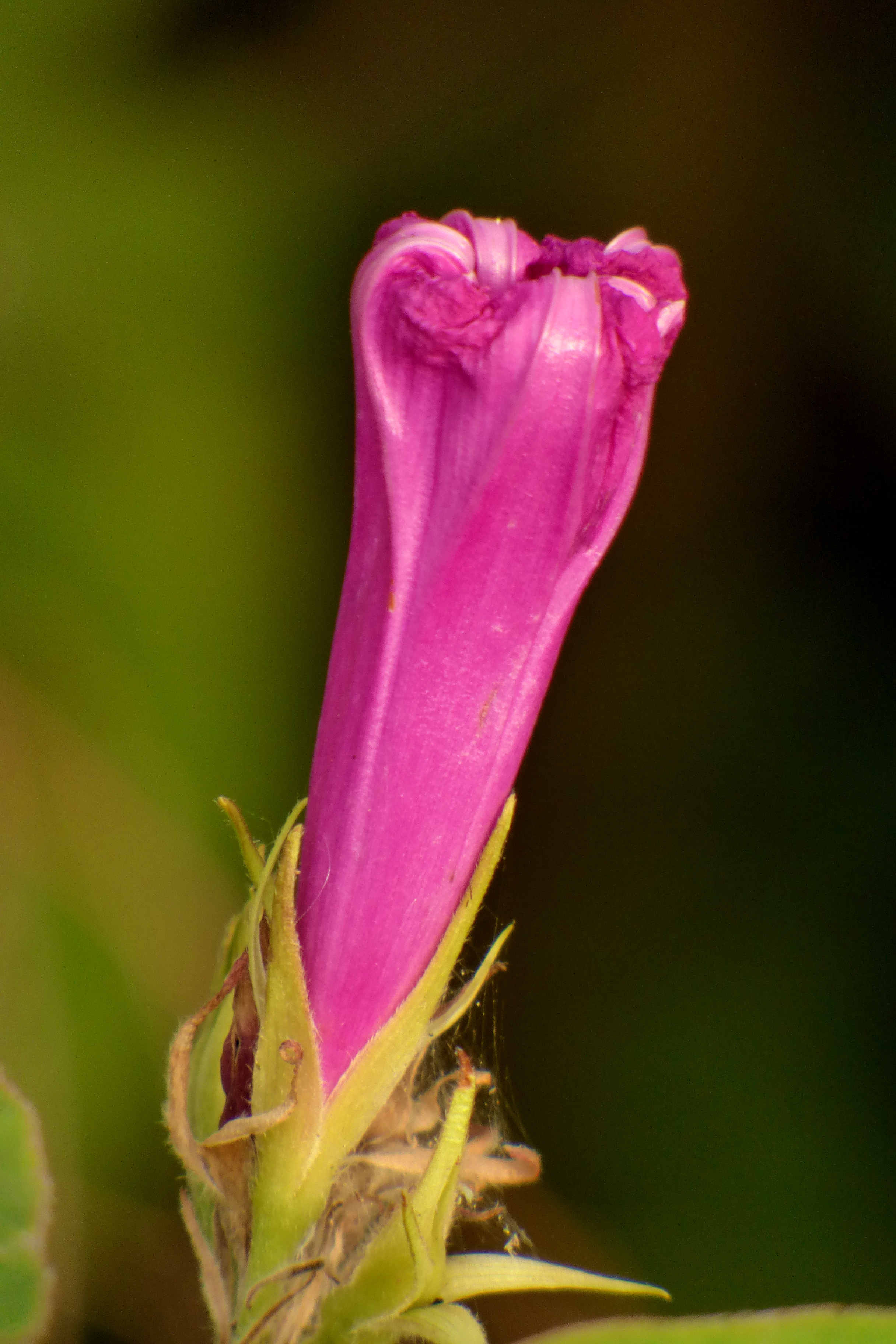
Bouton floral.

C'est une espèce diploïde à 30 chromosomes (2n = 2x = 30).

### Confusions possibles
Ipomoea indica peut être confondue avec sa cousine, Ipomoea purpurea, dont les feuilles sont en forme de coeur. 

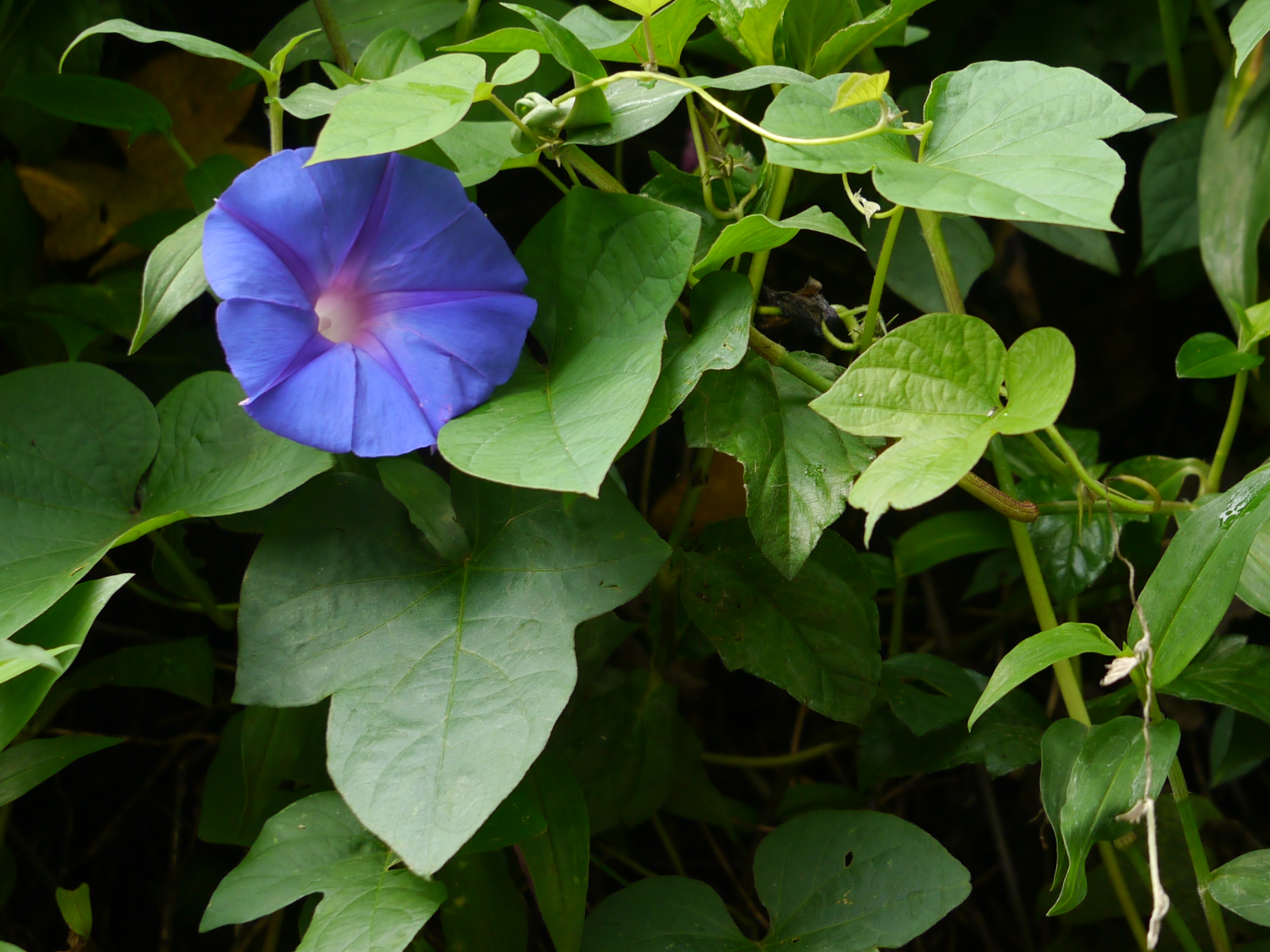
Ipomoea purpurea à feuilles trilobées
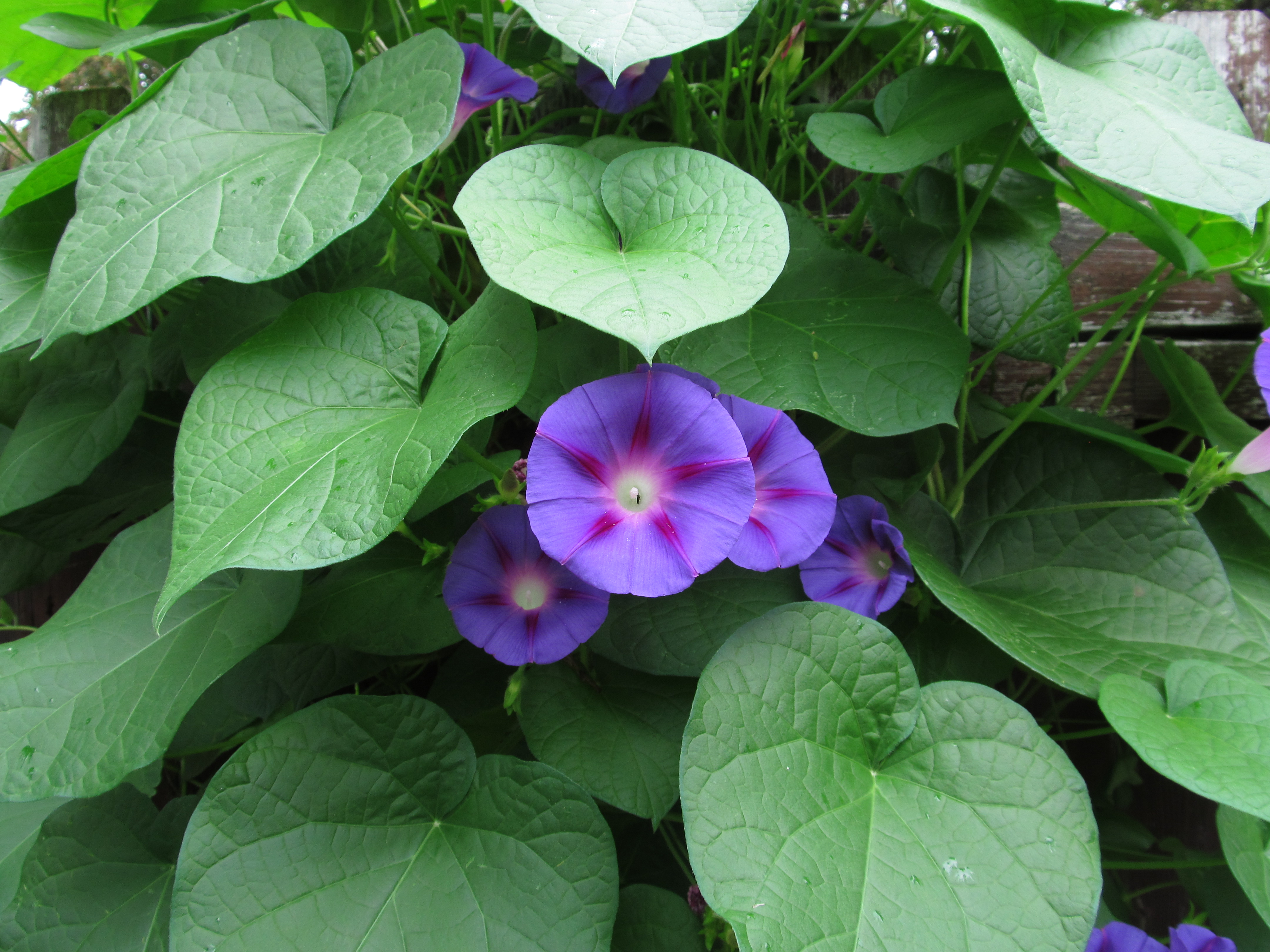
Ipomoea purpurea à feuilles en coeur

## Taxinomie

### Synonymes
Selon The Plant List (1 octobre 2019) :
- Bonamia trichantha var. ovata Ooststr.
- Convolvulus acuminatus Vahl[5]
- Convolvulus bogotensis Kunth[5]
- Convolvulus congestus (R. Br.) Spreng.
- Convolvulus indicus Burm.[5]
- Convolvulus mollis Meisn.
- Convolvulus portoricensis Spreng.
- Ipomoea acuminata (Vahl) Roem. & Schult.[5]
- Ipomoea amoena Blume[5]
- Ipomoea bogotensis (Kunth) G. Don[5]
- Ipomoea cataractae Endl.
- Ipomoea kiuninsularis Masam.
- Ipomoea learii Knight ex J. Paxton
- Ipomoea mitchellae Standl.
- Ipomoea portoricensis (Spreng.) G. Don
- Parasitipomoea formosana Hayata
- Pharbitis acuminata (Vahl) Choisy[5]
- Pharbitis bogotensis (Kunth) Choisy[5]
- Pharbitis cathartica (Poir.) Choisy
- Pharbitis dealbata M. Martens & Galeotti
- Pharbitis heterosepala Benth.
- Pharbitis indica (Burm.) R.C. Fang[5]
- Pharbitis learii (Knight ex J. Paxton) Lindl.
- Pharbitis medians Choisy
- Pharbitis rosea Choisy

### Liste des variétés
Selon Tropicos (13 décembre 2019) (Attention liste brute contenant possiblement des synonymes) :
- Ipomoea indica var. acuminata (Vahl) Fosberg
- Ipomoea indica var. hosakae Fosberg
- Ipomoea indica var. indica
- Ipomoea indica var. variabilis (Schltdl. & Cham.) L.O. Williams